# Ziegenhof (Gutenstetten)
Ziegenhof ist eine Wüstung auf dem Gebiet der Gemarkung Pahres, Gemeinde Gutenstetten im Landkreis Neustadt an der Aisch-Bad Windsheim (Mittelfranken, Bayern).

## Geographie
Die Einöde lag am Ziegengraben, einem rechten Zufluss der Aisch. 0,5 km westlich erhebt sich der Eichelberg (351 m ü. NHN). Im Süden gehörten große Felder zum Hof. Heute erinnern noch die Flurbezeichnungen Ziegenhoferberg und Ziegengraben an den Ort.

## Geschichte
Der Ort hieß ursprünglich „Ziegenbacher-“ oder „Ziegenberger Hof“. Er unterstand ursprünglich dem Kloster Münchsteinach, wurde dann aber nach 1561 dem Spital Ansbach als Gült gegeben.
Gegen Ende des 18. Jahrhunderts gehörte Ziegenhof zur Realgemeinde Pahres. Das Hochgericht übte das brandenburg-bayreuthische Stadtvogteiamt Neustadt an der Aisch aus. Der Hof hatte das brandenburg-ansbachische Spital Ansbach als Grundherrn. 1790 wurde der Hof zerschlagen. Unter der preußischen Verwaltung (1792–1806) des Fürstentums Ansbach erhielt der Ziegenhof die Hausnummer 35 des Ortes Pahres.
Von 1797 bis 1810 unterstand der Ort dem Justizamt Dachsbach und Kammeramt Neustadt. Im Rahmen des Gemeindeedikts wurde Ziegenhof dem 1811 gebildeten Steuerdistrikt Gutenstetten und der 1813 gebildeten Ruralgemeinde Pahres zugeordnet. Nach 1861 wurde der Hof nicht mehr erwähnt.

## Einwohnerentwicklung
| Jahr      | 001818 | 001836 | 001840 | 001861 |
| Einwohner | 8      | 10     | 8      | 16     |
| Häuser    | 2      | 1      | 2      |        |
| Quelle    | [ 6 ]  | [ 7 ]  | [ 8 ]  | [ 9 ]  |

## Religion
Der Ort war seit der Reformation evangelisch-lutherisch geprägt und nach St. Johannes Baptist und Laurentius gepfarrt.